# Niewiesz-Kolonia
Niewiesz-Kolonia [pronunciación en polaco: /ˈɲɛvjɛʂ kɔˈlɔɲa/] es un pueblo ubicado en el distrito administrativo de Gmina Poddębice, dentro del condado de Poddębice, Voivodato de Łódź, en el centro de Polonia. Se encuentra a unos 9 kilómetros al noroeste de Poddębice y a 46 kilómetros al oeste de la capital regional Łódź.